# ألكسندر ستويانوفيتش (كرة يد)
ألكسندر ستويانوفيتش مواليد 22 يونيو 1983 في ياغودينا، صربيا، هو لاعب كرة يد صربي يلعب كظهير أيمن. يلعب حاليا مع كاداتن شافهاوزن. مثل منتخب صربيا لكرة اليد.

## روابط خارجية
- ألكسندر ستويانوفيتش على موقع الاتحاد الأوروبي لكرة اليد (الإنجليزية)
- ألكسندر ستويانوفيتش على موقع الاتحاد الفرنسي لكرة اليد (الفرنسية)
- ألكسندر ستويانوفيتش على موقع اللجنة الأولمبية الصربية (الصربية)